# Procento

Symbol procenta

Procento je bezrozměrová jednotka, rovná jedné setině. Pomocí procent se vyjadřují části celku (tedy zlomek) udáním počtu setin tohoto celku. Zlomky vyjádřené v procentech se tedy nepoužívají absolutně, ale jako operátor.
Zápis „45 %“ (45 procent) je ve skutečnosti jenom zkratkou pro zlomek {\textstyle {\frac {45}{100}}}, tedy desetinné číslo 0,45. Např. že je ve dvacetičlenné třídě 45 % děvčat znamená, že jich je 0,45 • 20 = 9.
Označení procento pochází z italského pro cento, což znamená "ze sta, na sto". Používá se i pro uvádění hodnot přesahujících původní celek (tzv. základ), tedy pro hodnoty vyšší než 100. 
Procenta jsou používána nejen k vyjádření čísel v matematice, ale jako jednotka mnoha bezrozměrných fyzikálních, technických i kvalimetrických veličin v oborech přírodovědných, společenskovědních, technických a ekonomických (úrok, rabat, marže, obchodní přirážka, daň, ...).

## Historie

Označení Per cento, cca 1425

Označení procent v 17. století

Ve Starověkém Římě se už dlouho před vznikem desítkové soustavy výpočty často prováděly v setinách (tj. v násobcích zlomku {\textstyle {\frac {1}{100}}}). Například Augustus zavedl daň ve výši 1/100 (jedné setiny), známou jako centesima rerum venalium. Počítání s těmito zlomky bylo podobné jako počítání s procenty. Se vzrůstající nominální hodnotou peněz ve středověku začaly být výpočty se jmenovatelem běžné a od konce 15. století se stávají obvyklou součástí aritmetických textů. V mnoha z nich se tyto metody používají k výpočtu ztráty a zisku, úrokových sazeb a trojčlence. Od 17. století se v procentech standardně udávají úrokové sazby.

### Symbol%
Znak % jsou stylizované dvě nuly. Okolo roku 1425 byl podobný symbol (s vodorovnou čárkou místo šikmé) použit ke zkrácení zápisu Per cento na P cento. Písmeno P časem vypadlo a užíval se symbol s vodorovnou čárkou (okolo roku 1650).

## Zápis procent
V češtině se zápis znaku procento (%) řídí stejnými pravopisnými pravidly jako zápis jiných jednotek. Záleží na tom, zda jde o výraz jednoslovný, nebo o dvě slova (mezera mezi slovy). Přídavné jméno desetiprocentní se v ČR od reformy českého pravopisu z roku 1993 zapíše 10% (bez mezery mezi číslem a znakem), zatímco číslovka a podstatné jméno deset procent se zapisuje s mezerou čili 10 %. Stejné pravidlo platí i pro slovenštinu. Vedle pravopisných pravidel uvádí stejné zásady pro zápis procent i norma pro úpravu dokumentů zpracovaných textovými procesory. V současnosti (rok 2025) se jedná o normu ČSN 01 6910.
Daná pravopisná a typografická pravidla vycházejí z mezinárodních norem pro veličiny a jednotky, které již déle než půl století požadují v zápisu veličinové hodnoty mezeru mezi číslem a značkou procenta, stejně jako před jinou značkou jednotky (s výjimkou úhlových stupňů, minut a vteřin). V současnosti (rok 2025) platí z těchto norem např. Příručka SI nebo normy řady ISO/IEC 80000, včetně jejich českých mutací.
Soustava SI také zakazuje použít centi bez následné jednotky. 
Je nutné poznamenat, že požadavky technických norem včetně pravidla o mezeře před značkou procenta mají charakter doporučení (právně závazné jsou jen vybrané požadavky) a v typografické praxi není pravidlo často dodržováno.
Procenta vždy vyjadřují počet setin z celku, a proto je kvůli srozumitelnosti nezbytně nutné udávat, ke kterému celku se udané procento vztahuje (ať už kontextem sdělení nebo výslovně).

### Příklady
- 40% alkohol – Čtyřicetiprocentní alkohol. V každém litru této tekutiny je 0,4 litru alkoholu (a zbytek jiných látek).
- 15% nárůst ceny – Patnáctiprocentní nárůst ceny. Po tomto nárůstu stojí daná věc 1,15násobek původní ceny; pokud byla předtím cena 100 Kč, po nárůstu bude stát 115 Kč.
- 15% sleva – Patnáctiprocentní sleva. Po slevě stojí věc 0,85násobek (1 − 0,15 = 0,85) původní ceny; pokud před slevou stála 100 Kč, po slevě stojí 85 Kč.
- 100% jistota – Stoprocentní jistota. Úplná jistota, že ze sto pokusů dopadne sto pokusů podle očekávání.
- 125 % průměru – Sto dvacet pět procent průměru. Daný parametr má hodnotu rovnou 1,25násobku průměrné hodnoty; pokud je průměr 200, má tento parametr hodnotu 250.
- 10 % lidí – Deset procent lidí. Desetina z celkového počtu lidí. Nebo na každých 100 lidí připadá 10 lidí, kteří…
- 50 % něčeho – Padesát procent něčeho. Tj. 50/100 = 1/2 = polovina něčeho.
- 200 % něčeho – Dvě stě procent něčeho. Tj. 200/100 = dvojnásobek něčeho.

## Časté problémy
Mnoha lidem činí použití procent problémy, ať už z jejich nepochopení, z nepozornosti, ale především kvůli nepřiměřené snaze o stručnost (např. úroková sazba se běžně vztahuje k roku, ale je nutné časový úsek vždy uvést, jako je to např. u RPSN). Ale už samotné vyjadřování v procentech může být důvodem k horším výsledkům. Většina chyb pochází z toho, že není správně vyjádřeno nebo pochopeno, z jaké základní hodnoty se procentní podíl počítá. Při počítání s procenty je třeba vždy mít na paměti, o procenta jakého základu se jedná (podobně jako při práci se zlomky je třeba znát jak čitatele, tak jmenovatele těchto zlomků).

### Změna hodnot v procentech
Při počítání s procenty platí stejná pravidla jako při počítání se zlomky (toto vyplývá ze samotné definice procenta: jedno procento = jedna setina). Je však nutné mít vždy na zřeteli, co je daným celkem, ze kterého je dané procento resp. daná setina počítána, zvlášť když není vyjádřen explicitně, ale rozumí se z daného kontextu. Důležité je to zejména v případech, kdy se procenty vyjadřuje změna hodnoty vzhledem k základu, který je již vyjádřen jako procentní část jiného, předchozího základu.
Pro vyjádření změny je zpravidla obvyklé brát jako celek 100 % stav před danou změnou. Jsou však situace, kdy je běžné nebo potřebné vyjadřovat danou změnu vzhledem k nějakému původnějšímu nebo přirozenějšímu základu.
Například si lze představit situaci, že na stole leží polovina koláče. O hodinu později je na stole již jenom čtvrtina koláče. Lze tedy tvrdit, že koláč je o jednu čtvrtinu menší ({\displaystyle 1/2-1/4=1/4}). Podobně by bylo možno v této situaci konstatovat, že nejdřív bylo na stole 50 % koláče a o hodinu později již jenom 25 % koláče, a tvrdit, že koláč je o 25 % menší (50 % – 25 % = 25 %). V obou tvrzeních vycházíme z původního a přirozeného základu, tedy celého koláče.
Pro zamezení nejasností či omylů plynoucích z nechtěné záměny obou přístupů se někdy v podobných situacích používá vedle jednotky procento jednotka procentní bod.

### Procentní bod
Procentní bod je jednotkou pro aritmetický rozdíl dvou hodnot udaných v procentech ze stejného základu.
Pokud se má vyjádřit změna nějakého údaje uvedeného v procentech, je třeba zřetelně rozlišit, jestli se tato změna vyjadřuje v procentech původní základní hodnoty, nebo v procentech procentní hodnoty. Např. pokud v situaci, kdy sazba úroků činí 20 %, někdo řekne, že „úroky vzrostou o deset procent“ (a neudá, čeho procent – stejně jako u ekvivalentního výroku „úroky vzrostou o deset setin“), může to znamenat odlišné věci:
1. Úroková sazba vzroste na 22 % – tedy původních dvacet, plus deset procent z dvaceti.
2. Úroková sazba vzroste na 30 % – tzn. původních dvacet, plus deset, o která mají vzrůst.

Tyto významy jsou evidentně zcela jiné, což může vést k některým matoucím nebo chybným vyjádřením, pokud není jasné z jaké základní hodnoty se vychází. Tomuto se dá zabránit formulací, kdy místo původního konstatování „úroky vzrostou o deset procent“ uvedeme buď "úroková sazba vzroste o deset procent" nebo "úroková splátka vzroste o deset procent".
Zejména v ekonomice a u ekonomických ukazatelů se místo důsledného uvádění základu používá k rozlišení původně anglický termín „procentní bod“ („percentage point“ odkazující na posun desetinné tečky), používaný pro aritmetický rozdíl dvou hodnot vyjádřených v procentech stejného základu. Ve větě „úroky vzrostou o deset procentních bodů“ je pak myšleno zvýšení o deset procent původního základu (ve výše uvedeném příkladu o druhou variantu). Pro relativní změnu procent se pak někdy používá pojem „procentní podíl“.
Ve finanční oblasti se ve stejném smyslu jako procentní bod (pro aritmetický rozdíl dvou procentních částí stejného základu) ještě používá bazický bod jako setina procentního bodu.

#### Kontroverze pojmu procentní bod
Zavádění procentních bodů je nesystematickou snahou o odstranění možných nedorozumění tím, když se má odkazovat na stejný základ. Procentní bod jako jednotka není nikde oficiálně mezinárodně kodifikován. Procentní bod není, na rozdíl od procenta, obsažen v normě ISO či v Soustavě SI. Německá norma DIN 5477 doporučuje se vyhnout pojmu procentní bod, aby nedocházelo k nedorozuměním. Podle odpůrců tohoto pojmu se jedná o zbytečný módní novotvar (který je už na ústupu ), který ani nemá svou obdobu u zlomků (například rozdíl tři čtvrtiny minus jedna čtvrtina jsou dvě čtvrtiny, ne však dvě čtvrtiny bodu nebo dokonce dvě čtvrtiny čtvrtinového bodu), promile (neexistující „promilní bod“) či ppm. Ve stejném smyslu jako procentní bod (pro aritmetický rozdíl dvou procentních částí) se však používá bazický bod jako setina procentního bodu. Vhodnějším způsobem je důsledné uvádění základu, ze kterého se procenta počítají, a to ve všech situacích, kdy není ze souvislosti na první pohled patrné, co představuje základ. Oznámení ve výše uvedeném příkladu pak zní:
1. Úroková splátka vzroste o 10 %, tj. úroková sazba vzroste o 10 % z Vaší dosavadní úrokové sazby (z té se odvozuje dosavadní úroková splátka) . (Mění se základ. Úroková sazba tedy vzroste na 22 %.)
2. Úroková sazba vzroste o 10 %, tj. úroková sazba vzroste o 10 % z dlužné/uložené částky. (Stejný základ, tedy růst o 10 procentních bodů. Úroková sazba vzroste na 30 %.)

Záměna nehrozí při uvádění konečného procentního podílu – je pak zřejmé, že základ pro počítání úrokové sazby je dlužná/uložená částka. V uvedeném příkladu:
1. Úroková sazba vzroste na 22 %.
2. Úroková sazba vzroste na 30 %.

Používání pojmu procentní bod není opodstatněné v situacích kdy je základ, ze kterého se procenta uvádí, zřejmý. Pokud bychom se vrátili k výše zmiňovanému příkladu s koláčem, pak tvrzení, že koláč je o 25 procentních bodů menší zní poněkud nepřirozeně.

### Opakované změny hodnoty
Na první pohled by se např. mohlo zdát, že pokud cena nejprve o 10 % vzroste, načež o 10 % klesne, bude výsledkem opět původní cena. Tak to ovšem není (jde opět o nedůsledné uvádění základu). Druhých deset procent se totiž zpravidla počítá ze zvýšené hodnoty, takže výsledkem bude cena o něco nižší než původní (konkrétně v tomto případě 99 % původní ceny). Přesněji řečeno, pokud se nejprve původní cena c o x procent zvýší, načež se o x procent sníží, bude výsledná cena rovna
c × (1 + x / 100) × (1 − x / 100) = c × (1 − (x / 100)2 ) ≠ c
Obdobně pokud cena klesne o 80 %, nic nebrání tomu, aby klesla o dalších 80 % (a přesto nebude záporná). A naopak, jakýkoli její nárůst nezabrání tomu, aby po 100% poklesu spadla na nulu.